# Stéphanie Thiébault
Pour les articles homonymes, voir Thiébault.
Stéphanie Thiébault est une chercheuse paléo-archéobotaniste française.

## Biographie
En 1981, elle obtient son DEA d'ethnologie préhistorique à l'Université de Paris I Panthéon-Sorbonne, dans l'équipe d'André Leroi-Gourhan et soutient sa thèse en 1983. Ses recherches d'anthracologie portent sur les relations de l’homme avec son milieu végétal par l'intermédiaire de l’analyse des charbons de bois retrouvés dans les sites archéologiques,,,. Cette discipline contribue à une meilleure connaissance de l'évolution humaine et des sociétés ainsi qu'à la prospective sur l'avenir de la planète. En 1988, elle entre au CNRS à l’Institut des sciences de l’évolution de Montpellier (ISEM, CNRS/IRD/Université Montpellier-II).
En 2008, Stéphanie Thiébault devient directrice scientifique adjointe au département Environnement et développement durable (devenu l’INEE) puis rejoint le Muséum national d'histoire naturelle en 2009. Elle est directrice de l’Institut écologie et environnement (INEE) de 2013 à 2021,.

## Recherche
Lors de sa thèse de 3e cycle (L'Homme et le milieu végétal) elle s'appuie sur l'identification de plus de 10 000 charbons de bois issus de six gisements des Préalpes sud‑occidentales, à longues séquences stratigraphiques afin de vérifier la signification écologique de l'analyse anthracologique dans la reconstitution des paysages et des climats ainsi que ses implications palethnologiques.
Au CNRS, Stéphanie Thiébault est directrice de recherche de classe exceptionnelle. Son sujet porte sur la Dynamique des végétations des 15 derniers millénaires sous influence climatique vs anthropique. La chercheuse met en place une méthodologie rigoureuse qui met en évidence les marqueurs anthropiques du système agro-sylvo-pastoral envisagé pour tout l’Holocène jusqu’à une période sub-actuelle. Au cours de ses recherches elle se rend sur dans des régions semi-aride (Méditerranée orientale (Chypre, Turquie, Bulgarie) ; Pakistan ; Djibouti…) sur des sites riches en documentation archéologique.
En France, Stéphanie Thiébault participe aux fouille préventives sur 250 km du trajet du TGV Méditerranée entre Valence et Marseille (1996). En collaboration avec Isabelle Théry-Parisot, elle étudie des charbons de bois associés aux structures de combustion, aux mouchages de torches et aux peintures noires de la grotte Chauvet, lors de plusieurs campagnes de terrain débutées en 2005.
Stéphanie Thiébault contribue à développer les disciplines environnementales en archéologie et met en place l’archéologie environnementale (bio-archéologie) en France, activité pour laquelle elle reçoit la médaille d'argent du CNRS en 2008. Elle enseigne cette discipline dans divers cursus universitaires, Montpellier, Paris 1 Panthéon-Sorbonne et MNHN.

## Distinctions
- 2008 : Médaille d'argent du CNRS[1].
- 2020 : Commandeur de l'ordre national du mérite[10].

## Publications
Stéphanie Thiébault a publié de nombreux articles ainsi que des livres, dont :
- [Thèse 3e cycle] L'Homme et le milieu végétal à la fin du tardiglaciaire et au postglaciaire : analyses anthrocologiques de six gisements des préalpes sudaccidentales, Ethnologie Paris 1, 1983, 215 p. (OCLC 39406278)

- Archéologie environnementale de la France, Paris, La Découverte, 2010, p. 180  (ISBN 978-2707166517)
- L'archéologie au laboratoire, Paris, La Découverte, 2013, direction commune avec Pascal Depaepe[11]  (ISBN 978-2707176486).
- Quelles solutions face au changement climatique ? Paris, CNRS éditions, 2015, p. 384, direction commune avec Bettina Laville et Agathe Euzen[12]  (ISBN 978-2-271- 08924-3).
- Bettina Laville, Stéphanie Thiébault, Agathe Euzen et Élise Ricbourg-Attal, Quelles solutions face au changement climatique?, CNRS éditions, 2015 (ISBN 978-2-271-08924-3)
- La forêt - Histoire, usages, représentations et enjeux, CNRS éditions, 2023.

Article
- Stéphanie Thiébault et Pierre Bintz (Relations Homme et milieu végétal), Dynamique du paysage : Les grottes du Vercors et des massifs Subalpins, Lyon, Alpara, coll. « DARA 15 », 1997, 282 p. (ISBN 2-906190-19-5, lire en ligne), p. 23-38.